# Jacek Snopkiewicz
Jacek Snopkiewicz (ur. 6 listopada 1942 w Warszawie) – polski dziennikarz, publicysta i scenarzysta telewizyjny. Przez wiele lat związany z TVP, były redaktor naczelny telewizyjnych Wiadomości i rzecznik prasowy TVP, członek rady programowej Polskiej Agencji Prasowej i dyrektor artystyczny toruńskiego Festiwalu Sztuki Faktu.

## Życiorys
W 1960 został absolwentem Liceum Ogólnokształcącego im. gen. Józefa Sowińskiego w Warszawie. W 1965 ukończył studia na Wydziale Ekonomiki Produkcji Szkoły Głównej Planowania i Statystyki, a w 1967 studium dziennikarskie na Uniwersytecie Warszawskim. W 1960 zatrudniony w przedsiębiorstwie przemysłowym, po studiach w 1967 został dziennikarzem czasopisma młodzieżowego – „Magazynu Turystycznego Światowid”. W 1972 rozpoczął pracę w Telewizji Polskiej, współtworzył programy publicystyczne i kulturalne, m.in. przez pięć lat był reporterem magazynu Kultura. Od 1980 do 1982 prowadził Zespół Reporterów i Dokumentalistów „Fakt”, z którym stworzył program Blisko i daleko oraz film dokumentalny Sierpień o serii strajków sierpniowych w 1980. Należał do PZPR, w latach 1980–1981 organizował w ramach partii tzw. struktury poziome, opozycyjne wobec aparatu partyjnego. Jako ich przedstawiciel został delegatem na IX nadzwyczajny zjazd PZPR w 1981.
Po wprowadzeniu stanu wojennego został „negatywnie zweryfikowany”,  relegowany z partii i – jako jeden z 513 dziennikarzy – zwolniony z pracy. By się utrzymać, został dyplomowanym pszczelarzem i założył własną pasiekę. W połowie lat 80. przebywał w Kalifornii, gdzie m.in. zarobkowo uczył jazdy samochodem. Później był m.in. reporterem pisma „Strażak” i kierownikiem działu w wydawnictwie „Iskry”. W latach 80. działał w nielegalnym Stowarzyszeniu Dziennikarzy Polskich, wchodząc w skład jego zarządu. Podczas obrad Okrągłego Stołu był jednym z ekspertów strony opozycyjnej pracujących w podgrupie do spraw środków masowego przekazu.
7 listopada 1989 objął stanowisko pierwszego redaktora naczelnego i dyrektora programowego Wiadomości, nowego serwisu informacyjnego TVP1. Programem tym zarządzał do 1991, po czym odszedł z Telewizji Polskiej. Później był kolejno m.in. redaktorem naczelnym „Kuriera Polskiego”, kierownikiem działu reportażu w „Nowej Europie” oraz doradcą prezesa w Interpresse. Po kilku latach powrócił do pracy w TVP – w 1994 został dyrektorem Ośrodka Szkolenia i Analiz Programowych. W okresie prezesury Ryszarda Miazka i Roberta Kwiatkowskiego (1996–1997) kierował Telewizyjną Agencją Informacyjną, był też rzecznikiem TVP za prezesury Roberta Kwiatkowskiego i Jana Dworaka. Od 2000 do odejścia z Telewizji Polskiej był dyrektorem Akademii Telewizyjnej. Został następnie pracownikiem Teatru Polskiego Radia i wykładowcą Państwowej Wyższej Szkoły Filmowej, Telewizyjnej i Teatralnej w Łodzi. W październiku 2009 p.o. prezesa zarządu TVP Bogusław Szwedo mianował go zastępcą dyrektora Agencji Informacji TVP oraz redaktorem naczelnym kanału informacyjnego TVP Info. W marcu 2010 został dyrektorem nowo utworzonego Ośrodka Programów Regionalnych, następnie zaś dyrektorem biura koordynacji programowej TVP. Później był wicedyrektorem TVP2 ds. publicystyki. Od 2013 do 2016 był ponownie dyrektorem Akademii Telewizyjnej.
Napisał sztukę telewizyjną Czerwone morze, jest autorem i współautorem scenariuszy oraz książek dokumentalnych (w tym Zbrodnia – sprawa generała Fieldorfa Nila i Ludzi bezpieki), a także zbioru reportaży Człowiek w bramie.
Odznaczony Krzyżem Kawalerskim (1998) i Krzyżem Oficerskim (2013) Orderu Odrodzenia Polski. W 2011 otrzymał honorowego Wielkiego Splendora (za łączenie historii ze współczesnością w swoich audycjach). Wyróżniony m.in. „Złotym Ekranem” za program reporterski Blisko i daleko.